# Niamh Cusack
Niamh Cusack (født 20. oktober 1959 i Dalkey) er en irsk skuespiller. Hun er kendt for sin rolle som Kate Rowan i den populære engelske TV-serie Heartbeat (Små og store synder) og som Marcus Plejemor i Clint Eastwoods film Hereafter fra 2010.